# Makin (Inselgruppe)
Makin (früher auch Pitt’s Island) ist eine Inselgruppe im Archipel der Gilbertinseln im zentralen Pazifischen Ozean. Politisch gehört sie zum Inselstaat Kiribati. Da das benachbarte Atoll Butaritari früher ebenfalls „Makin“ genannt wurde, wurde die Inselgruppe zur Unterscheidung auch als „Little Makin“ (Makin Meang) bezeichnet.

## Geographie
Makin liegt rund 7 km nordöstlich von Butaritari im Norden der Gilbertinseln und bildet somit deren nördlichste Landmasse, nicht aber die nördlichste Landmasse Kiribatis, da Teraina und Tabuaeran in den Line Islands noch weiter nördlich liegen. Makin besteht aus zwei bewohnten und vier unbewohnten Inseln auf einem geradlinigen Korallenriff, das sich mit einer Länge von 13 km von Norden nach Süden erstreckt.
Die Inseln sind (von Norden nach Süden):
| Insel               | Fläche (ha) | Einwohner (2020) | Bemerkungen                                           |
| ------------------- | ----------- | ---------------- | ----------------------------------------------------- |
| Bikin Eitei         | 3,2         |                  | nördlich von Makin                                    |
| Makin               | 623,8       | 1530             | Hauptinsel mit dem Hauptort Makin sowie dem Flugplatz |
| Aonbike             | 12,5        |                  |                                                       |
| Tebua Tarawa        | 2,0         |                  |                                                       |
| Kiebu               | 98,0        | 384              | mit dem Dorf Kiebu Village                            |
| Onne                | 49,6        |                  |                                                       |
| Makin (Inselgruppe) | 789,2       | 1914             |                                                       |
| Lagune              | 34,3        |                  | offene Lagune der Hauptinsel                          |

Alle Inseln zusammen besitzen eine Landfläche von 7,89 km². Makin hat 1914 Einwohner (Stand: 2020), die sich auf die zwei Dörfer Makin und Kiebu Village verteilen. Die Inseln sind auf dem Luftweg über den Flugplatz Makin (ICAO-Code NGMN, IATA-Code MTK) zu erreichen.
Die Hauptinsel und Namensgeberin der Inselgruppe, Makin (auch „Little Makin Island“ genannt), liegt an deren Nordende. Ihre Landfläche beläuft sich auf 6,24 km². Die kleine Lagune im Inneren der Insel bedeckt eine Fläche von 34 Hektar.
Im Südwesten dieser Insel liegt der gleichnamige Hauptort der Inselgruppe mit einer Gemeindefläche von 1,28 km². Im Jahr 2020 lebten hier 1530 Einwohner, womit Makin der größte Ort der Gilbert-Inseln außerhalb des Hauptstadt-Atolls Tarawa ist.

## Bevölkerungsentwicklung
| Zensus | 1947 | 1963 | 1968 | 1973 | 1978 | 1985 | 1990 | 1995 | 2000 | 2005 | 2010 | 2015 | 2020 |
| ------ | ---- | ---- | ---- | ---- | ---- | ---- | ---- | ---- | ---- | ---- | ---- | ---- | ---- |
| Gesamt | 969  | 1292 | 1387 | 1445 | 1419 | 1777 | 1762 | 1830 | 1691 | 2385 | 1798 | 1990 | 1914 |